# Di Linh (xã)
Di Linh là thị trấn huyện lỵ của huyện Di Linh, tỉnh Lâm Đồng, Việt Nam.

## Địa lý
Thị trấn Di Linh nằm ở trung tâm huyện Di Linh, cách thành phố Đà Lạt 80 km về phía tây nam và có vị trí địa lý:
- Phía đông giáp các xã Gung Ré, Tân Nghĩa và Đinh Lạc
- Phía tây giáp xã Liên Đầm và xã Tân Châu
- Phía nam giáp xã Gung Ré
- Phía bắc giáp xã Tân Châu và xã Tân Nghĩa.

Thị trấn Di Linh có diện tích 25,01 km², dân số năm 2023 là 26.881 người, mật độ dân số đạt 1.075 người/km².
Thị trấn là nơi giao nhau giữa quốc lộ 20 và quốc lộ 28.

## Lịch sử
Ngày 19 tháng 9 năm 1981, Hội đồng Bộ trưởng ban hành Quyết định 77-HĐBT về việc chuyển xã Di Linh thành thị trấn Di Linh – thị trấn huyện lỵ huyện Di Linh.
Ngày 29 tháng 12 năm 2013, Chính phủ ban hành Nghị quyết số 134/NQ-CP về việc điều chỉnh 550,44 ha diện tích tự nhiên, 4.658 người của xã Gung Ré và 88,24 ha diện tích tự nhiên, 593 người của xã Tân Châu về thị trấn Di Linh quản lý.
Sau khi điều chỉnh địa giới hành chính, thị trấn Di Linh có 2.465,31 ha diện tích tự nhiên và 27.645 người.
Ngày 31 tháng 7 năm 2017, UBND tỉnh Lâm Đồng ban hành Quyết định số 1604/QĐ-UBND về việc công nhận thị trấn Di Linh là đô thị loại V.
Ngày 12 tháng 2 năm 2025, Bộ Xây dựng ban hành Quyết định số 126/QĐ-BXD về việc công nhận thị trấn Di Linh đạt tiêu chí đô thị loại IV.